# スイテン
スイテン（水天、Suiten）とは、20世紀初頭に活躍した日本の競走馬である。1909年の日露大競馬会において日本調教馬として初めての国外勝利を果たした。名前の由来は安田が馬を見ずに2500円もの大金を投じて購入したところ「ミズテン（不見転）」と嘲笑されたことにちなみ、活躍後にミズテンからスイテン（水天）へと改められた。

スイテンは安田に購入される前は芦毛が敬遠されて競走には使われておらず、種牡馬として過ごしていたためデビューは5歳になった。デビューした1907年（明治40年）は10戦3勝に終わったが、本格化した1908年はハナゾノに勝ち越し、帝室御賞典やジャパンダービーなどに勝った。翌1909年にはロシア・ウラジオストクで日露大競馬会が行われ、スイテンを含む50頭の馬が初の海外遠征としてロシアに渡った。このなかでスイテンはめざましい活躍を見せ、9月19日にはトップハンデで各日本産馬及びシベリア産馬混合優勝ハンデキャップに勝つなど5戦全勝の成績を残した。帰国後も10歳まで一線級で走った。

## 血統表
| スイテンの血統軽半 ストックウェル系     | スイテンの血統軽半 ストックウェル系                  | スイテンの血統軽半 ストックウェル系        | （血統表の出典）                               | （血統表の出典）                  |
| 父 サラ系 *スプーネー Spooney 1880 鹿毛 | 父の父サラ系 Forlorn Hope 不明 不明                  | サラ Citadel                               | サラ Stockwell                                 | サラ Stockwell                    |
| 父 サラ系 *スプーネー Spooney 1880 鹿毛 | 父の父サラ系 Forlorn Hope 不明 不明                  | サラ Citadel                               | サラ Sortie                                    |                                   |
| 父 サラ系 *スプーネー Spooney 1880 鹿毛 | 父の父サラ系 Forlorn Hope 不明 不明                  | サラ系 I Dare                              | 不明 Uncle Ned                                 | 不明 Uncle Ned                    |
| 父 サラ系 *スプーネー Spooney 1880 鹿毛 | 父の父サラ系 Forlorn Hope 不明 不明                  | サラ系 I Dare                              | サラ系 Collingwood Mare                        |                                   |
| 父 サラ系 *スプーネー Spooney 1880 鹿毛 | 父の母サラ Sweetheart 1873 不明                      | サラ Donnybrook                            | サラ Spring of Shillelagh                      | サラ Spring of Shillelagh         |
| 父 サラ系 *スプーネー Spooney 1880 鹿毛 | 父の母サラ Sweetheart 1873 不明                      | サラ Donnybrook                            | サラ Fly                                       |                                   |
| 父 サラ系 *スプーネー Spooney 1880 鹿毛 | 父の母サラ Sweetheart 1873 不明                      | サラ Ambiguity                             | サラ De Ruyter                                 | サラ De Ruyter                    |
| 父 サラ系 *スプーネー Spooney 1880 鹿毛 | 父の母サラ Sweetheart 1873 不明                      | サラ Ambiguity                             | サラ The Sphynx                                |                                   |
| 母 半血 第四エリース 1895 芦毛          | 母の父アア 第四ブラドレー 1881 芦毛                  | サラ *ブラドレー Bradley                   | サラ Norfolk                                   | サラ Norfolk                      |
| 母 半血 第四エリース 1895 芦毛          | 母の父アア 第四ブラドレー 1881 芦毛                  | サラ *ブラドレー Bradley                   | サラ Margretta                                 |                                   |
| 母 半血 第四エリース 1895 芦毛          | 母の父アア 第四ブラドレー 1881 芦毛                  | アラブ 高砂                                | 不明 不明                                      | 不明 不明                         |
| 母 半血 第四エリース 1895 芦毛          | 母の父アア 第四ブラドレー 1881 芦毛                  | アラブ 高砂                                | 不明 不明                                      |                                   |
| 母 半血 第四エリース 1895 芦毛          | 母の母スタンダードブレッド *エリース Elise 1883 鹿毛 | スタンダードブレッド Echo                  | スタンダードブレッド Hambletonian              | スタンダードブレッド Hambletonian |
| 母 半血 第四エリース 1895 芦毛          | 母の母スタンダードブレッド *エリース Elise 1883 鹿毛 | スタンダードブレッド Echo                  | （未登録のスタンダードブレッド） Fanny Felter  |                                   |
| 母 半血 第四エリース 1895 芦毛          | 母の母スタンダードブレッド *エリース Elise 1883 鹿毛 | （未登録のスタンダードブレッド） Half Moon | スタンダードブレッド General Dana              | スタンダードブレッド General Dana |
| 母 半血 第四エリース 1895 芦毛          | 母の母スタンダードブレッド *エリース Elise 1883 鹿毛 | （未登録のスタンダードブレッド） Half Moon | （未登録のスタンダードブレッド） Fashion Filly |                                   |